# Lista dos atuais governadores dos Estados Unidos
| Dem. | Rep. | PNP | Independente |

Governadores por afiliação partidária

Esta é uma lista dos governadores atuais dos estados e territórios dos Estados Unidos, bem como o Prefeito do Distrito de Colúmbia. Entre os governadores dos estados, há 27 Republicanos e 23 Democratas. Além destes, há 1 Independente (Ilhas Marianas do Norte) e 3 Democratas (Samoa Americana, Guam e Ilhas Virgens Americanas). Por outro lado, Pedro Pierluisi (Porto Rico) é filiado ao Novo Partido Progressista, mas nacionalmente está registrado como Democrata. A atual Prefeita do Distrito de Colúmbia, Muriel Bowser, é Democrata. 

## Governadores estaduais
O mandato atual termina e o novo mandato começa em janeiro do ano em questão para todos os estados, exceto Alasca, Havaí, Dakota do Norte e Kentucky, onde o mandato termina em dezembro da eleição daquele ano. A anotação "(tempo limite)" após o ano indica que o atual governador não pode se reeleger naquele ano; a anotação "(aposentando)" indica que o atual governador anunciou sua intenção de não se reeleger ao final do mandato nem concorrer a outro cargo. Atualmente, o governador dos Estados Unidos em exercício há mais tempo é Jay Inslee, de Washington, desde janeiro de 2013, e o governador empossado mais recentemente é Jeff Landry, de Luisiana, desde 8 de janeiro de 2024. Em termos de idade, a governadora do Alabama, Kay Ivey (nascida em 1944) é a governadora mais velha, e a governadora do Arkansas, Sarah Huckabee Sanders (nascida em 1982) é a mais jovem.
| Alabama            |  | Kay Ivey               |  | Republicano | Vice Governadora do Alabama, Secretária Estadual do Tesouro                                                                         | 10 de abril de 2017    | 2027 (tempo limite) |
| Alasca             |  | Mike Dunleavy          |  | Republicano | Senador pelo Alasca | 3 de dezembro de 2018  | 2026 (tempo limite) |
| Arizona            |  | Katie Hobbs            |  | Democrata   | Secretário Estadual do Tesouro do Arizona, Líder da Minoria do Senado do Arizona                                                    | 2 de janeiro de 2023   | 2027 (tempo limite) |
| Arkansas           |  | Sarah Huckabee Sanders |  | Republicano | Secretário de Imprensa da Casa Branca, Vice-Secretário de Imprensa da Casa Branca                                                   | 10 de janeiro de 2023  | 2027 (tempo limite) |
| Califórnia         |  | Gavin Newsom           |  | Democrata   | Vice-Governador da Califórnia e Prefeito de San Francisco                                                                           | 7 de janeiro de 2019   | 2027 (tempo limite) |
| Carolina do Norte  |  | Roy Cooper             |  | Democrata   | Advogado Geral da Carolina do Norte, Senador Estadual, Representante Estadual                                                       | 1 de janeiro de 2017   | 2025 (tempo limite) |
| Carolina do Sul    |  | Henry McMaster         |  | Republicano | Vice Governador da Carolina do Sul, Advogado Geral Estadual, Presidente Estadual do Partido Republicano, Advogado                   | 24 de janeiro de 2017  | 2027 (tempo limite) |
| Colorado           |  | Jared Polis            |  | Democrata   | Secretário de Educação do Colorado, Câmara dos Representantes                                                                       | 8 de janeiro de 2019   | 2027 (tempo limite) |
| Connecticut        |  | Ned Lamont             |  | Democrata   | Selectman de Greenwich | 9 de janeiro de 2019   | 2027                |
| Dakota do Norte    |  | Doug Burgum            |  | Republicano | Nenhuma experiência anterior | 15 de dezembro de 2016 | 2024 (tempo limite) |
| Dakota do Sul      |  | Kristi Noem            |  | Republicano | Câmara dos Representantes | 5 de janeiro de 2019   | 2027 (tempo limite) |
| Delaware           |  | John Carney            |  | Democrata   | Representante Federal, Vice Governador de Delaware                                                                                  | 17 de janeiro de 2017  | 2025 (tempo limite) |
| Flórida            |  | Ron DeSantis           |  | Republicano | Representante federal | 8 de janeiro de 2019   | 2027 (tempo limite) |
| Geórgia            |  | Brian Kemp             |  | Republicano | Secretário de Estado da Geórgia, senador estadual da Geórgia                                                                        | 14 de janeiro de 2019  | 2027 (tempo limite) |
| Havaí              |  | Josh Green             |  | Democrata   | Vice-governador, Senador Estadual do Havaí, Representante Estadual                                                                  | 5 de dezembro de 2022  | 2026                |
| Idaho              |  | Brad Little            |  | Republicano | Vice-governador, senador estadual do Idaho                                                                                          | 7 de janeiro de 2019   | 2027                |
| Illinóis           |  | J. B. Pritzker         |  | Democrata   | Nenhuma experiência anterior | 14 de janeiro de 2019  | 2027                |
| Indiana            |  | Eric Holcomb           |  | Republicano | Vice Governador de Indiana, Presidente Estadual do Partido Republicano                                                              | 9 de janeiro de 2017   | 2025 (tempo limite) |
| Iowa               |  | Kim Reynolds           |  | Republicano | Vice Governadora de Iowa, Senadora Estadual                                                                                         | 24 de maio de 2017     | 2027                |
| Kansas             |  | Laura Kelly            |  | Democrata   | Senadora estadual pelo Kansas | 14 de janeiro de 2019  | 2027 (tempo limite) |
| Kentucky           |  | Andy Beshear           |  | Democrata   | Procurador-geral do estado | 10 de dezembro de 2019 | 2027 (tempo limite) |
| Luisiana           |  | Jeff Landry            |  | Republicano | Procurador-Geral do Estado Câmara dos EUA                                                                                           | 8 de janeiro de 2024   | 2028                |
| Maine              |  | Janet Mills            |  | Democrata   | Procuradora-geral e representante do estado                                                                                         | 2 de janeiro de 2019   | 2027 (tempo limite) |
| Maryland           |  | Wes Moore              |  | Democrata   | Capitão do Exército dos EUA | 18 de janeiro de 2023  | 2027                |
| Massachusetts      |  | Maura Healey           |  | Democrata   | Procuradora-geral | 5 de janeiro de 2023   | 2027                |
| Michigan           |  | Gretchen Whitmer       |  | Democrata   | Deputada e senadora estadual | 1 de janeiro de 2019   | 2027 (tempo limite) |
| Minnesota          |  | Tim Walz               |  | Democrata   | Representante federal | 7 de janeiro de 2019   | 2027                |
| Mississippi        |  | Tate Reeves            |  | Republicano | Vice Governador do Mississippi, Tesoureiro                                                                                          | 14 de janeiro de 2020  | 2024                |
| Missouri           |  | Mike Parson            |  | Republicano | Vice-governador, senador e representante estadual                                                                                   | 1 de junho de 2018     | 2025                |
| Montana            |  | Greg Gianforte         |  | Republicano | Representante federal | 4 de janeiro de 2021   | 2025                |
| Nebraska           |  | Jim Pillen             |  | Republicano | Conselho de Regentes da Universidade de Nebraska                                                                                    | 5 de janeiro de 2023   | 2027                |
| Nevada             |  | Joe Lombardo           |  | Republicano | Xerife do Condado de Clark, Xerife Assistente do Condado de Clark, Reserva do Exército dos EUA, Guarda Nacional do Exército dos EUA | 2 de janeiro de 2023   | 2027                |
| Nova Hampshire     |  | Chris Sununu           |  | Republicano | Membro do Conselho Executivo de Nova Hampshire                                                                                      | 5 de janeiro de 2017   | 2025                |
| Nova Iorque        |  | Kathy Hochul           |  | Democrata   | Representante federal, Vice Governadora                                                                                             | 24 de agosto de 2021   | 2026                |
| Nova Jérsei        |  | Phil Murphy            |  | Democrata   | Advogado Federal pelo Distrito de Nova Jérsei, Freeholder do Condado de Morris                                                      | 16 de janeiro de 2018  | 2026 (tempo limite) |
| Novo México        |  | Michelle Lujan Grisham |  | Democrata   | Representante federal, Secretária de Saúde estadual                                                                                 | 1 de janeiro de 2019   | 2027 (tempo limite) |
| Ohio               |  | Mike DeWine            |  | Republicano | Representante Federal e Senador Federal, Deputado e Senador Estadual, Procurador-geral do estado                                    | 14 de janeiro de 2019  | 2027 (tempo limite) |
| Oklahoma           |  | Kevin Stitt            |  | Republicano | Nenhuma experiência anterior | 14 de janeiro de 2019  | 2027 (tempo limite) |
| Oregon             |  | Tina Kotek             |  | Democrata   | Presidente da Câmara do Oregon | 9 de janeiro de 2023   | 2027                |
| Pensilvânia        |  | Josh Shapiro           |  | Democrata   | Procurador Geral do Estado, Conselho de Comissários do Condado de Montgomery, Membro da Câmara de Pensilvânia                       | 17 de janeiro de 2023  | 2027                |
| Rhode Island       |  | Daniel McKee           |  | Democrata   | Vice-governador de Rhode Island e prefeito de Cumberland                                                                            | 2 de março de 2021     | 2027                |
| Tennessee          |  | Bill Lee               |  | Republicano | Nenhuma experiência anterior | 19 de janeiro de 2019  | 2027 (tempo limite) |
| Texas              |  | Greg Abbott            |  | Republicano | Advogado Geral Estadual, Juiz Associado da Suprema Corte do Texas                                                                   | 20 de janeiro de 2015  | 2027                |
| Utah               |  | Spencer Cox            |  | Republicano | Vice Governador de Utah, Comissionário do Condado de Utah                                                                           | 4 de janeiro de 2021   | 2025                |
| Vermont            |  | Phil Scott             |  | Republicano | Vice Governador de Vermont, Senador Estadual                                                                                        | 5 de janeiro de 2017   | 2025                |
| Virgínia           |  | Glenn Youngkin         |  | Republicano | Nenhuma experiência anterior | 15 de janeiro de 2022  | 2026 (tempo limite) |
| Virgínia Ocidental |  | Jim Justice            |  | Republicano | Nenhuma experiência anterior | 16 de janeiro de 2017  | 2025 (tempo limite) |
| Washington         |  | Jay Inslee             |  | Democrata   | Representante Estadual | 16 de janeiro de 2013  | 2025 (tempo limite) |
| Wisconsin          |  | Tony Evers             |  | Democrata   | Superintendente de Instrução Pública                                                                                                | 7 de janeiro de 2019   | 2027                |
| Wyoming            |  | Mark Gordon            |  | Republicano | Tesoureiro | 7 de janeiro de 2019   | 2027 (tempo limite) |

## Governadores territoriais
Os governadores dos territórios dos Estados Unidos são os seguintes:
| Guam                     |  | Lou Leon Guerrero   |  | Democrata                    | Senadora territorial                                                        | 7 de janeiro de 2019 | 2027 (tempo limite) |
| Ilhas Marianas do Norte  |  | Arnold Palacios     |  | Independente                 | Vice-Governador, Presidente do Senado da CNMI, Presidente da Câmara da CNMI | 9 de janeiro de 2023 | 2027                |
| Ilhas Virgens Americanas |  | Albert Bryan        |  | Democrata                    | Comissário do Trabalho                                                      | 7 de janeiro de 2019 | 2027 (tempo limite) |
| Porto Rico               |  | Pedro Pierluisi     |  | Novo Progressista, Democrata | Comissário Residente de Porto Rico, Secretário de Justiça de Porto Rico     | 2 de janeiro de 2021 | 2025                |
| Samoa Americana          |  | Lemanu Peleti Mauga |  | Democrata                    | Vice-governador                                                             | 3 de janeiro de 2021 | 2025                |

## Prefeito do Distrito de Columbia
O/A seguinte chefia a prefeitura do Distrito de Columbia.
| Distrito de Columbia |  | Muriel Bowser |  | Democrata | Conselheira do Distrito de Columbia | 2 de janeiro de 2015 | 2027 (tempo limite) |